# Ograđenica
Ograđenica (cyr. Ограђеница) – wieś w Czarnogórze, w gminie Pljevlja. W 2011 roku liczyła 60 mieszkańców.